# Wahlen zum Repräsentantenhaus der Vereinigten Staaten 1996
Die Wahlen zum Repräsentantenhaus der Vereinigten Staaten 1996 fanden am 5. November 1996 gleichzeitig mit der Präsidentschaftswahl, bei der Bill Clinton für eine zweite Amtsperiode wiedergewählt wurde, und den Wahlen zum Senat statt, bei denen ein Drittel der Senatoren gewählt wurde. Clintons Demokratische Partei gewann insgesamt acht Sitze von der Republikanischen Partei hinzu. Die Republikaner konnten ihre Mehrheit im Repräsentantenhaus jedoch behaupten. Newt Gingrich blieb damit Speaker.

## Wahlergebnis
| Parteien                                          | Parteien           | Sitze | Sitze | Sitze | Sitze   | Stimmen    | Stimmen | Stimmen  |
| ------------------------------------------------- | ------------------ | ----- | ----- | ----- | ------- | ---------- | ------- | -------- |
| Parteien                                          | Parteien           | 1994  | 1996  | +/−   | Stärke  | Stimmen    | %       | Änderung |
|                                                   | Republikaner       | 236   | 228   | −8    | 52,4 %  | 43.120.872 | 47,8 %  | −3,7 %   |
|                                                   | Demokraten         | 198   | 206   | +8    | 47,3 %  | 43.393.580 | 48,1 %  | +3,6 %   |
|                                                   | Unabhängige        | 1     | 1     | ±0    | 0,2 %   | 572.746    | 0,6 %   | −0,3 %   |
|                                                   | Libertarian Party  | –     | –     | –     | –       | 651.448    | 0,7 %   | −0,1 %   |
|                                                   | Natural Law Party  | –     | –     | –     | –       | 518.413    | 0,5 %   | +0,4 %   |
|                                                   | Conservative Party | –     | –     | –     | –       | 264.381    | 0,3 %   | −0,1 %   |
|                                                   | Reform Party       | –     | –     | –     | –       | 151.221    | 0,2 %   | +0,2 %   |
|                                                   | Independence Party | –     | –     | –     | –       | 113.773    | 0,1 %   | +0,1 %   |
|                                                   | Green Party        | –     | –     | –     | –       | 33.954     | 0,04 %  | ±0,0 %   |
|                                                   | Andere Parteien    | –     | –     | –     | –       | 1.413.079  | 1,6 %   | −0,3 %   |
| Gesamt                                            | Gesamt             | 435   | 435   | 0     | 100,0 % | 90.233.467 | 100,0 % | –        |
| Quelle: Election Statistics - Office of the Clerk |                    |       |       |       |         |            |         |          |